# Sadr City
Sadr City (arabsky مدينة الصدر‎, doslova Madínat as-Sadr), dříve známé jako Al-Thavrá (arabsky الثورة‎), nebo též Saddámovo město (arabsky مدينة صدام‎) je místní část v Bagdádu, hlavním městě Iráku. Byla zbudována po roce 1959 z rozhodnutí tehdejšího iráckého premiéra Abdula Karíma Kásima a později neoficiálně pojmenován po duchovním Muhammadovi al-Sadrovi. Jedná se o plánované město a je domovem pro zhruba milion lidí.
Z jihu lokalitu odděluje od zbytku Bagdádu vodní kanál a ulice Imáma Alího.

## Historie
V roce 1959 tehdejší irácký premiér rozhodl o výstavbě nové části irácké metropole v souvislosti s nedostatkem kapacit k bydlení v Bagdádu. Ve své době se mělo jmenovat město revoluce
, které mělo odkazovat na iráckou revoluci, resp. svržení krále a zrušení monarchie. Irácká vláda chtěla tímto způsobem regulovat příliv lidí do hlavního města, kteří většinou žili v nevyhovujících podmínkách a ve slumech. Mnoho z nich bylo z jižní části Iráku.
Projekt realizoval Nazíha al-Dulámí. Vznikla pravoúhlá síť ulic a organizovaná zástavba podle jasného vzoru. Nacházelo se zde 79 samostatných sektorů. Jejich autorem byl řecký urbanista Constantinos Apostolou Doxiadis. Projekt měl být původně rozšířen do podstatné části Bagdádu, nicméně tato myšlenka byla opuštěna.
Sestěhování chudších obyvatel města do jedné lokality nicméně vytvořilo velmi rychle oblast, kde měla silnou odezvu irácká komunistická strana a která kladla odpor proti straně Baas. Většina místních pracovala buď ve veřejném sektoru, nebo se jednalo o běžné řemeslníky, úroveň vzdělanosti zde byla obecně nízká. V roce 1982 byla lokalita pojmenována po Saddámu Husajnovi. Roku 1997 zde žilo 828 108 lidí. V roce 2003 byla přejmenována po šíitském duchovním al-Sadrovi, který byl v témže roce zavražděn.
Postupem času splynula lokalita s ostatní zástavbou.

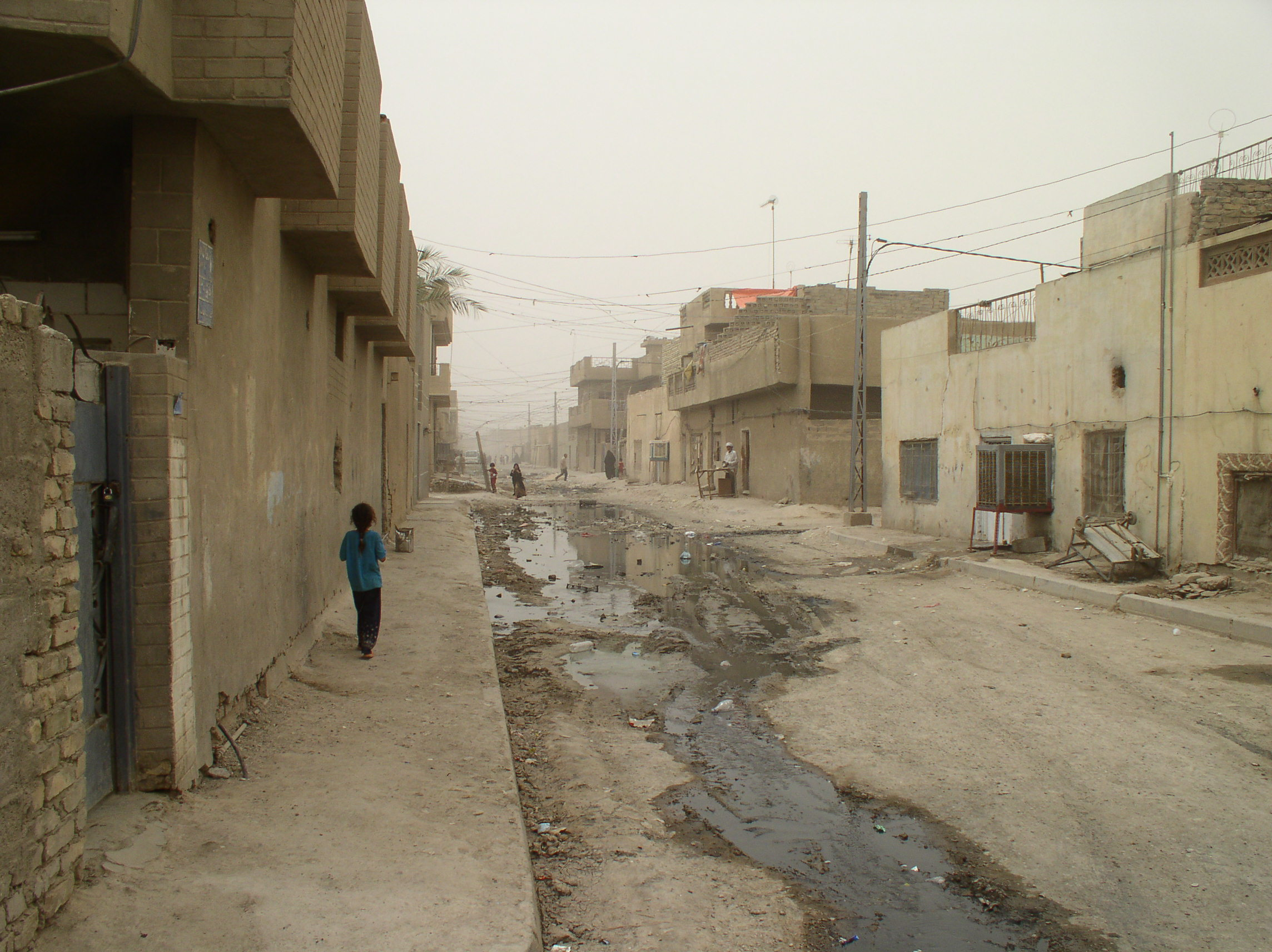
Ulice v roce 2005.

V dubnu 2003 opuštěnou cigaretovou továrnu na východním okraji Sadr City obsadily jednotky americké armády. Založili zde tábor, který pojmenovali Camp Marlboro. Byla obnovena základní infrastruktura po bojích. Přestože byly vytvořeny základní struktury, které měly umožnit jistou míru samosprávy a zastoupení místního obyvatelstva na nové vládě a novém režimu, došlo velmi rychle k vypuknutí násilností a častým útokům na americké vojáky. Situace začala eskalovat v závěru roku 2003. V následujících letech byly časté násilnosti a různé další útoky. Velkou podporu zde měl irácký duchovní Muktada Sadr (ačkoliv lokalita nebyla pojmenována – i přes stejné příjmení – po něm). Přítomna zde byla tzv. Mahdího armáda (Mírové brigády). Americké vojsko na počátku roku 2004 Sadr City obléhalo s cílem ji zničit. V letech 2006 a 2012 se zde odehrály velké teroristické útoky. Enormní byla nezaměstnanost. Byly zde vybudovány improvizované betonové bariéry s cílem znemožnit útoky. Často odsud byly odpalovány rakety směrem k Zelené zóně.
Všudypřítomná je zde dlouhodobě chudoba a nespokojenost, kromě násilí jsou časté protesty a demonstrace. Mrtví často zůstávali ležet na ulicích. Při různých příležitostech bývala lokalita čas od času odříznuta od zbytku Bagdádu.
V roce 2010 konsorcium tureckých společností vyhrálo nabídku na renovaci celého Sadr City v hodnotě 11,3 miliard USD. Projekt zahrnoval výstavbu nových 75 000 bytových jednotek, které by ubytovaly až 600 000 lidí. Realizace znamenala především výstavbu obytných bloků, stavební práce se mají uskutečnit ještě v roce 2023. Postaveny mají být také nové silnice, školy a nemocnice.

## Významné objekty
V lokalitě se nachází několik větších tržnic, nemocnice a několik mešit.